# Roca Ems
La Roca Ems (en inglés: Ems Rock) (54°10′S 36°35′O / -54.167, -36.583) es una roca ubicada a medio camino entre la punta Harrison y punta Busen en la parte sur de la bahía Stromness en la costa norte de Georgia del Sur. Fue trazada por el personal de Investigaciones Discovery al mando del Teniente Comandante J. M. Chaplin en 1927 y 1929, y fue nombrado en 1957 por el Comité Antártico de Lugares Geográficos del Reino Unido para el velero Ems, propiedad de la Tonsberg Hvalfangeri, en Husvik en la bahía Stromness.